# Jan Tajchman
Jan Juliusz Tajchman (* 21. Mai 1929 in Krośniewice; † 29. Dezember 2020) war ein polnischer Architekt und ab 1990 Professor für Architektur an der Nikolaus-Kopernikus-Universität in Toruń. Zusammen mit seiner Frau Ewa Tomaszewska-Tajchman leitete er die Firma „Tajchman S.C. Konserwacja Zabytków“, die sich mit der Renovierung und Konservierung von historischen Gebäuden und Denkmälern beschäftigte. Für seine Verdienste auf diesem Gebiet erhielt Tajchman in den Jahren 1973–1999 eine Vielzahl von Preisen, Auszeichnungen und Ehrentiteln.
Unter anderem leitete Jan Tajchman 1996–1997 die Renovierung der Mariä-Entschlafens-Kathedrale in Sankt Petersburg sowie 1998–1999 die Renovierung der Kathedrale der Unbefleckten Empfängnis in Moskau.